# Spirostreptus garambanus
Spirostreptus garambanus är en mångfotingart som beskrevs av Chamberlin 1927. Spirostreptus garambanus ingår i släktet Spirostreptus och familjen Spirostreptidae. Inga underarter finns listade i Catalogue of Life.